# Macrothylacia
Macrothylacia är ett släkte i insektsordningen fjärilar som hör till familjen ädelspinnare.